# Ashes Tour 1907/08
Die Ashes Tour 1907/08 war die Tour der englischen Cricket-Nationalmannschaft, die die 19. Austragung der Ashes beinhaltete, und wurde zwischen dem 13. Dezember 1907 und 27. Februar 1908 durchgeführt. Die Ashes Series 1907/08 selbst wurde in Form von fünf Testspielen zwischen Australien und England ausgetragen. Austragungsorte waren jeweils australische Stadien. Die Tour beinhaltete neben der Testserie eine Reihe weiterer Spiele zwischen den beiden Mannschaften im Winter 1907/08. Australien gewann die Serie 4–1.

## Vorgeschichte
Für beide Mannschaften war es die erste Tour der Saison.
Das letzte Aufeinandertreffen der beiden Mannschaften bei einer Tour fand in der Saison 1905 in England statt.

## Stadien
Die folgenden Stadien wurden für die Tour als Austragungsort vorgesehen.
| Stadion                  | Stadt     | Kapazität | Spiele       |
| ------------------------ | --------- | --------- | ------------ |
| Adelaide Oval            | Adelaide  | 53.583    | 3. Test      |
| Melbourne Cricket Ground | Melbourne | 100.024   | 2. & 4. Test |
| Sydney Cricket Ground    | Sydney    | 48.000    | 1. & 5. Test |

## Kaderlisten
Die Mannschaften benannten die folgenden Kader.
| Test | Test |
| Australien | England |
| --- | --- |
| - Monty Noble (K) - Warwick Armstrong - Sammy Carter (wk) - Tibby Cotter - Syd Gregory - Roger Hartigan - Gerry Hazlitt - Clem Hill - Charles Macartney - Peter McAlister - Jack O’Connor - Vernon Ransford - Jack Saunders - Victor Trumper | - Frederick Fane (K) - Arthur Jones (VK) - Sydney Barnes - Colin Blythe - Len Braund - Jack Crawford - Arthur Fielder - George Gunn - Joe Hardstaff - Jack Hobbs - Joe Humphries (wk) - Kenneth Hutchings - Wilfred Rhodes - Dick Young (wk) |

## Tour Matches
England bestritt während der Tour 13 Tour Matches.

## Tests

### Erster Test in Sydney
| 13. – 19. Dezember Scorecard | Sydney | England 273 (76.5) & 300 (109)   | – | Australien 300 (91.2) & 275-8 (98.3) |
|                              |        | Australien gewinnt mit 2 Wickets |   |                                      |

England gewann den Münzwurf und entschied sich als Schlagmannschaft zu beginnen. Für sie bildete Eröffnungs-Batter Dick Young mit dem dritten Schlagmann George Gunn eine Partnerschaft. Young schied nach 13 Runs aus und nachdem Kenneth Hutchings 42 Runs erreichte folgte diesem Len Braund. Gunn verlor daraufhin sein Wicket nach einem Century über 119 Runs und dem für ihn hineinkommenden Joe Hardstaff gelangen 12 Runs. Nachdem Jack Crawford aufs Feld kam, schied Braund nach 30 Runs aus. Crawford verlor dann sein Wicket nach 31 Runs, woraufhin kurz darauf das Innings endete. Beste australische Bowler waren Tibby Cotter mit 6 Wickets für 101 Runs und Warwick Armstrong mit 3 Wickets für 63 Runs. Für Australien formte Eröffnungs-Batter Victor Trumper zusammen mit dem dritten Schlagmann Clem Hill eine Partnerschaft und der Tag endete beim Stand von 51/1. Am zweiten Tag schied Trumper nach 43 Runs aus und der hineinkommende Monty Noble erreichte 37 Runs. Kurz darauf schied Hill nach einem Fifty über 87 Runs aus und es bildete sich eine Partnerschaft zwischen Vernon Ransford und Charles Macartney. Ransford erreichte dabei 24 Runs und nachdem Sammy Carter aufs Feld kam, schied Macartney nach 35 Runs aus. Carter bildete eine weitere Partnerschaft mit Gerry Hazlitt, verlor jedoch sein Wicket nach 25 Runs. Hazlitt beendete das Innings ungeschlagen mit 18* Runs und ermöglichte so einen Vorsprung von 27 Runs. Bester englischer Bowler war Arthur Fielder mit 6 Wickets für 82 Runs. In ihrem zweiten Innings bildeten Wilfred Rhodes und Frederick Fane die Eröffnungs-Partnerschaft, bevor der Tag beim Stand von 19/0 endete. Nach einem Ruhetag schied Rhodes nach 19 Runs aus und wurde gefolgt von George Gunn. Fane gelangen 33 Runs, woraufhin der hineinkommende Kenneth Hutchins 17 Runs erreichte und Joe hardstaff ein Fifty über 63 Runs erzielte. Kurz darauf schied Gunn nach einem Fifty über 74 Runs aus und Len Braund konnte sich etablieren. An dessen seite erreichte Sydney Barnes 11 und Colin Blythe 15 Runs, woraufhin der Tag beim Stand von 293/9 endete. Am vierten Spieltag hatte Braund 32* Runs erreicht als das letzte Wicket des Innings fiel und so Australien eine Vorgabe von 274 Runs gestellt. Bester australischer Bowler war Jack Saunders mit 4 Wickets für 68 Runs. Australien verlor früh drei Wickets, bevor sich eine Partnerschaft zwischen Monty Noble und Warwick Armstrong bildete und der Tag beim stand von 63/3 endete. Am Folgetag war kein Spiel möglich, woraufhin am fünften Spieltag Noble nach 27 Runs ausschied und der hineinkommende Vernon Rensford 13 Runs erreichte. Warwick fand mit Peter McAlister einen weiteren Partner, ebvoir er selbst nach 44 Runs sein Wicket verlor. Nachdem Sammy Cartner hineinkam, schied McAlister nach 41 Runs aus und wurde gefolgt durch Tibby Cotter. Carter erreichte ein Fifty über 61 Runs, bevor Cotter zusammen mit Gerry Hazlitt die Vorgabe einholen konnte. Cotter erreichte dabei 33 und Hazlitt 34 Runs. Bester englischer Bowler war Arthur Fielder mit 3 Wickets für 88 Runs.

### Zweiter Test in Melbourne
| 1. – 7. Januar Scorecard | Melbourne | Australien 266 (100.5) & 397 (121.4) | – | England 382 (135.2) & 282-9 (121.4) |
|                          |           | England gewinnt mit 1 Wicket         |   |                                     |

Australien gewann den Münzwurf und entschied sich als Schlagmannschaft zu beginnen. Für sie formten die Eröffnungs-Batter Victor Trumper und Charles Macartney eine Partnerschaft. Trumper erreichte 49 und Macartney 37 Runs. Daraufhin kamen Clem Hill und Monty Noble ins Spiel. Hill schied nach 16 Runs aus und an der Seite von Noble erreichte Warwick Armstrong 31 und Peter McAlister 10 Runs. Nachdem Vernon Ransford aufs Feld kam, schied Noble nach einem Fifty über 61 Runs aus. Nachdem der hineinkommende Tibby Cotter 17 Runs erzielte und Sammy Carter ins Spiel kam, endete der Tag beim Stand von 255/7. Am zweiten Tag verlor Ransford nach 27 Runs sein Wicket, während Carter das Innings ungeschlagen mit 15* Runs beendete. Bester englischer Bowler war Jack Crawford mit 5 Wickets für 79 Runs. Für England bildeten die Eröffnungs-Batter Frederick Fane und Jack Hobbs eine Partnerschaft. Fane schied nach 13 Runs aus und der hineinkommende George Gunn erreichte 15 Runs. Daraufhin konnte sich Kenneth Hutchings etablieren. Nachdem Hobbs sein Wicket nach einem Fifty über 83 Runs verlor und Len Braund ins Spiel kam, endete der Tag beim Stand von 246/3. Am dritten Spieltag schied Hutchings nach einem Century über 126 Runs aus und der ins Spiel kommende Joe Hardstaff erreichte 12 Runs und wurde durch Wilfred Rhodes gefolgt. Braund verlor sein Wicket nach 49 Runs und nachdem der hineinkommende Jack Crawford 16 Runs erzielte, schied auch Rhodes nach 32 Runs aus. Das letzte Wicket des Innings verlor Sydney Barnes nach 14 Runs und erhöhte so den Vorsprung auf 112 Runs. Beste australische Bowler waren Tibby Cotter mit 5 Wickets für 142 Runs und Jack Saunders mit 3 Wickets für 100 Runs. Für Australien etablierten sich in ihrem zweiten Innings die Eröffnungs-Batter Monty Noble und Victor trumper und beendeten den tag beim stand von 96/0. Am vierten Spieltag schied Trumper nach einem Fifty über 63 Runs und Noble ebenfalls nach einem Fifty über 64 Runs aus. Daraufhin bildeten Peter McAlister und Warwick Armstong eine Partnerschaft. McAlister erreichte 15 Runs, bevor er durch Charles Macartney ersetzt wurde. Armstrong gelang ein Fifty über 77 Runs und nachdem Vernon Ransford aufs Feld kam, schied Macartney nach einem Fifty über 54 Runs aus. Ransford erzielte dann ^8 runs, bevor sammy Carter und Tibby Cotter eine Partnerschaft formten und den Tag beim Stand von 360/7 beendeten. Nach einem Ruhetag schied Cotter nach 27 Runs aus und Carter verlor das letzte Wicket nach einem Fifty über 53 Runs. Damit erhöhten sie die Vorgabe für England auf 282 Runs. Beste englische Bowler waren Sydney Barnes mit 5 Wickets für 72 Runs und Jack Crawford mit 3 Wickets für 125 Runs. Für England begannen Frederick Fane und Jack Hobs das zweite Innings. Hobbs erreichte 28 Runs und wurde gefolgt durch Kenneth Hutchins. Nachdem Fane nach einem Fifty über 50 Runs ausschied, verlor auch Hutchins nach 39 Runs sein Wicket. Ihnen folgte Len Braund und Joe Hardstaff die den Tag beim stand von 159/4 beendeten. Am sechsten Spieltag erreichte Hardstaff 19 Runs und wurde gefolgt durch Wilfred Rhodes. Nachdem Braund 30 Runs erzielte schied auch Rhodes nach 15 Runs aus. Daraufhin formte Jack Crawford zusammen mit Sydney Barnes eine Partnerschaft. Crawford gelangen 10 Runs und an der Seite von Barnes konnte Joe Humphries 16 Runs erreichen, bevor er zusammen mit Arthur Fielder die Vorgabe mit einem verbliebenen Wicket einholen konnte. Barnes erreichte dabei 38* Runs und Fielder 18* Runs. Bester australischer Bowler war Warwick Armstrong mit 3 Wickets für 53 Runs.

### Dritter Test in Adelaide
| 10. – 16. Januar Scorecard | Adelaide | Australien 285 (94.5) & 506 (167.5) | – | England 363 (132) & 183 (63.4) |
|                            |          | Australien gewinnt mit 245 Runs     |   |                                |

Australien gewann den Münzwurf und entschied sich als Schlagmannschaft zu beginnen. Für sie bildete Eröffnungs-Batter Monty Noble und der dritte Schlagmann Charles Macartney eine Partnerschaft. Noble erreichte 15 Runs und der hineinkommende Peter McAlister 28 Runs. Nachdem Warwick Armstrong ins Spiel kam, schied auch Macartney nach einem Fifty über 75 Runs aus. Diesem folgte Vernon Rensford, woraufhin Armstrong nach 17 Runs sein Wicket verlor. Nachdem Roger Hartigan aufs Feld kam, schied Ransford nach 44 und der neu hineinkommende Sammy Carter nach 24 Runs aus. Hartigan verlor dann nach 48 Runs sein Wicket und der Tag endete sich beim Stand von 279/9. Am zweiten Spieltag konnte Jack O’Connor 10* Runs erreichen, bevor das letzte Wicket fiel. Beste englische Bowler waren Arthur Fielder mit 4 Wickets für 80 Runs und Sydney Barnes mit 3 Wickets für 60 Runs. Für England bildeten die Eröffnungs-Batter Jack Hobbs und Frederick Fane eine Partnerschaft. Hobbs erzielte 26 Runs, woraufhin George Gunn ins spiel kam. Dane gelangen 48 Runs, bevor Kenneth Hutchings 23 Runs erreichte und Joe Harstaff aufs Feld kam. Nachdem Gunn nach einem Fifty über 65 Runs ausschied folgte ihm Wilfred Rhodes und der Tag endete beim Stand von 259/5. Nach einem Ruhetag verlor Hardstaff am dritten Spieltag nach einem Fifty über 61 Runs sein Wicket und kurz darauf Rhodes nach 38 Runs. In der Folge konnten Jack Crawford und Sydney barnes eine weitere Partnerschaft formen. Barnes schied nach 12 Runs aus und Crawford gelang ein Fifty über 62 Runs. Das Innings endete kurz darauf mit eine Vorsprung von 78 Runs für die englische Mannschaft. Bester australischer Bowler war Jack O’Connor mit 3 Wickets für 110 Runs. Für Australien konnte sich Eröffnungs-Batter Monty Noble etablieren. Nachdem an seiner Seite Peter McAlister 17 und Warwick Armstrong 20 Runs erreichten, endete der Tag beim Stand von 133/4. Am vierten Spieltag schied Noble nach einem Fifty über 65 Runs aus. Ihm folgte Vernon Rensford mit 25 und Jack O’Connor mit 20 Runs. Daraufhin formten Roger Hartigan und Clem Hill eine Partnerschaft und der Tag endete beim Stand von 397/7. Am fünften Spieltag endete die Partnerschaft über 243 Runs als Hartigan nach eine Century über 116 Runs sein Wicket verlor und durch Sammy Carter gefolgt wurde. Auch Hill erreichte ein Century über 160 Runs und Carter beendete ungeschlagen mit 31* Runs das Innings. Damit setzte Australien der englischen Mannschaft eine Vorgabe von 429 Runs. Beste englische Bowler waren Sydney Barnes mit 3 Wickets für 83 Runs und jack Crawford mit 3 Wickets für 113 Runs. Für England konnte sich Eröffnungs-Batter Jack Hobbs etablieren und an seiner Seite George Gunn 11, Len Braund 47 und Wilfred Rhodes ein Fifty über 72 Run erreichen, bevor der Tag beim Stand von 139/5 endete. Am sechsten Spieltag beendete Hobbs ohne weitere bedeutende Partnerschaft das Innings nach ungeschlagenen 23* Runs, ohne der Vorgabe gefährlich werden zu können. Beste australische Bowler waren Jack O’Connor mit 5 Wickets für 40 Runs und Jack Saunders mit 5 Wickets für 65 Runs.

### Vierter Test in Melbourne
| 7. – 11. Februar Scorecard | Melbourne | Australien 214 (85.5) & 385 (124) | – | England 105 (34.2) & 186 (68.1) |
|                            |           | Australien gewinnt mit 308 Runs   |   |                                 |

Australien gewann den Münzwurf und entschied sich als Schlagmannschaft zu beginnen. Für sie bildete Eröffnungs-Batter Monty Noble zusammen mit dem vierten Schlagmann Peter McAlister eine Partnerschaft. Noble erreichte 48 Runs und wurde durch Syd Gregory gefolgt. McAlister schied dann nach 37 Runs aus und Gregory kurz darauf nach 10. Daraufhin formten Warwick Armstrong und Vernon Ransford eine Partnerschaft. Ransford verlor sein Wicket nach einem Fifty über 51 Runs, bevor auch Armstrong nach 32 Runs ausschied. Von den verbliebenen Battern konnte in der Folge lediglich Charles Macartney mit 12 Runs eine zweistellige Run-Zahl erreichen. Beste englische Bowler waren Jack Crawford mit 5 Wickets für 48 Runs und Arthur Fielder mit 4 Wickets für 54 Runs. Für England begannen Jack Hobbs und George Gunn und der Tag endete beim Stand von 9/0. Am zweiten Spieltag schied Gunn nach 13 Runs aus und während Hobbs ein Fifty über 57 Runs erzielte konnte sich kein weiterer Batter der englischen Mannschaft mehr etablieren. So endete das Innings mit einem Rückstand von 109 Runs. Beste australische Bowler waren Jack Saunders mit 5 Wickets für 28 Runs und Monty Noble mit 3 Wickets für 11 Runs. In ihrem zweiten Innings bildeten Eröffnungs-Batter Monty Noble und der dritte Schlagmann Clem Hill eine Partnerschaft. Noble erreichte 10 Runs und wurde gefolgt durch Syd Gregory. Der Tag endete dann beim Stand von 49/3. Nach einem Ruhetag schied Hill nach 25 Runs aus, woraufhin Warwick Armstrong ins Spiel kam. Auch Gregory verlor nach 29 Runs sein Wicket. An der Seite von Armstrong gelang Vernon Rensford ein Fifty über 54 Runs, Charles Macartney 29 Runs und Sammy Carter ein weiteres Fifty über 66 Runs. Nachdem Jack O’Connor ins spiel kam endete der Tag beim Stand von 358/8. Am vierten Spieltag schied O’Connor nach 18 Runs aus und Armstrong beendete das Innings ungeschlagen nach einem Century über 133* Runs. Damit setzte Australien der englischen Mannschaft eine Vorgabe von 495 Runs. Beste englische Bowler waren Arthur Fielder mit 4 Wickets für 91 Runs und Jack Crawford mit 3 Wickets für 72 Runs. Für England formte Eröffnungs-Batter George Gunn mit dem dritten Schlagmann Joe Hardstaff eine Partnerschaft. Hardstaff schied nach 39 Runs aus und nachdem an der Seite von Gunn Len Braund 10 Runs erzielte, kam Arthur Jones ins Spiel. Gunn verlor sein Wicket nach 43 Runs und kurz darauf Jones nach 31 Runs. Daraufhin etablierte sich Sydney Barnes und an seiner Seite erreichte Joe Humphries 11, bevor Arthur Fielder nach 20 Runs das letzte Wicket des Spiels verlor. Barnes hatte bis dahin 22* Runs erreicht und so die deutliche Niederlage nicht verhindern können. Beste australische Bowler waren Jack Sauders mit 4 Wickets für 76 Runs und Jack O’Connor mit 3 Wickets für 58 Runs.

### Fünfter Test in Sydney
| 21. – 27. Februar Scorecard | Sydney | Australien 137 (50.4) & 422 (127.4) | – | England 281 (96.1) & 229 (105.1) |
|                             |        | Australien gewinnt mit 49 Runs      |   |                                  |

England gewann den Münzwurf und entschied sich als Feldmannschaft zu beginnen. Für Australien erzielte Eröffnungs-Batter Monty Noble35 Runs, bevor Syd Gregory und Clem Hill eine Partnerschaft formten. Hill schied nach 12 Runs aus und an der Seite von Gregory erreichte Victor Trumper 10 und Vernon Ransford 11 Runs. Gregory verlor sein Wicket nach 44 Runs, woraufhin das Innings nach 137 Runs endete. Beste englische Bowler waren Sydney Barnes mit 7 Wickets für 60 Runs und Jack Crawford mit 3 Wickets für 52 Runs. Für England formte Eröffnungs-Batter Jack Hobbs zusammen mit dem dritten Schlagmann George Gunn eine Partnerschaft, die zusammen den Tag beim Stand von 116/1 beendeten.  Am zweiten Spieltag schied Hobbs nach einem Fifty über 72 Runs aus und der ihm folgende Kenneth Hutchings erreichte 13 Runs. Nachdem Joe Hardstaff ins Spiel kam endete der Tag beim Stand von 187/3. Nach einem Ruhetag schied Hardstaff am dritten Spieltag nach 17 Runs aus. An der Seite von Gunn erreichte dann Len Braund 31 und Wilfred Rhodes 10 Runs. Gunn beendete das Innings ungeschlagen nach einem Century über 122 Runs und erhöhte so den Vorsprung auf 144 Runs. Beste australische Bowler waren Charles Macartney mit 3 Wickets für 44 Runs und Jack Saunders mit 3 Wickets für 114 Runs. In ihrem zweiten Innings konnte sich Eröffnungs-Batter Monty Noble etablieren und beendete den Tag beim stand von 18/0. Am vierten Spieltag bildete Noble zusammen mit Victor Trumper eine Partnerschaft. Noble schied nach 34 Runs aus und wurde gefolgt durch syd Gregory der ein Fifty über 56 Runs erreichte. Nachdem Charles Macartney 12 Runs erreichte folgte an der Seite von Trumper Clem Hill. Trumper verlor sein Wicket nach einem Century über 166 Runs und wurde durch Warwick Armstrong ersetzt, Nachdem Hill 44 Runs erzielte folgte ihm Vernon Ransford und der tag endete beim Stand von 357/6. Am fünften Spieltag schied Armstrong nach 32 Runs aus und dem hineinkommenden Sammy Carter gelangen 22 Runs. Ransford beendete das Innings ungeschlagen nach 21* Runs und erhöhte so die Vorgabe für die englische Mannschaft auf 279 Runs. Beste englische Bowler waren Jack Crawford mit 5 Wickets für 141 Runs und Wilfred Rhodes mit 4 Wickets für 102 Runs. In ihrem zweiten Innings begannen für England Jack Hobbs und Frederick Fane. Hobbs schied nach 13 Runs aus und nachdem Wilfred Rhodes aufs Feld kam verlor Fane nach 46 Runs sein Wicket. Diesem folge Dick Young und der tag endete beim Stand von 117/6. Am sechsten Spieltag schied Young nach 11 Runs aus und der ihm folgende Arthur Jones erreichte 34 Runs. Nachdem Jack Crawford ins Spiel kam, schied Rhodes nach einem Fifty über 69m Runs aus. Crawford bildete daraufhin zusammen mit Sammy Barnes eine letzte Partnerschaft, doch nachdem Barnes nach 11 Runs sein Wicket verlor stand die Niederlage für England fest. Crawford hatte bis dahin 24* Runs erreicht. Bester australischer Bowler war Jack Saunders mit 5 Wickets für 82 Runs.

## Statistiken
Die folgenden Cricketstatistiken wurden bei dieser Tour erzielt.
| Tests             | Tests      | Tests   | Tests   | Tests   | Tests   | Tests   | Tests   | Tests   |
| Batting           | Batting    | Batting | Batting | Batting | Batting | Batting | Batting | Batting |
| Spieler           | Mannschaft | Spiele  | Innings | Runs    | Average | HS      | 100s    | 50s     |
| ----------------- | ---------- | ------- | ------- | ------- | ------- | ------- | ------- | ------- |
| George Gunn       | England    | 5       | 10      | 462     | 51,33   | 122*    | 2       | 2       |
| Warwick Armstrong | Australien | 5       | 10      | 410     | 45,55   | 133*    | 1       | 1       |
| Monty Noble       | Australien | 5       | 10      | 396     | 39,60   | 65      | 0       | 3       |
| Clem Hill         | Australien | 5       | 10      | 360     | 36,00   | 160     | 1       | 1       |
| Victor Trumper    | Australien | 5       | 10      | 338     | 33,80   | 166     | 1       | 1       |
| Bowling           |            |         |         |         |         |         |         |         |
| Spieler           | Mannschaft | Spiele  | Overs   | Wickets | Average | BBI     | 5W      | 10W     |
| Jack Saunders     | Australien | 5       | 267.1   | 31      | 15,74   | 5/28    | 3       | 0       |
| Jack Crawford     | England    | 5       | 237.4   | 30      | 16,58   | 5/48    | 3       | 0       |
| Arthur Fielder    | England    | 4       | 216.3   | 25      | 26,38   | 6/82    | 1       | 0       |
| Sydney Barnes     | England    | 5       | 273.2   | 24      | 20,50   | 7/60    | 2       | 0       |
| Warwick Armstrong | Australien | 5       | 180.1   | 14      | 25,18   | 3/53    | 0       | 0       |
| Tibby Cotter      | Australien | 2       | 108.5   | 14      | 30,42   | 6/101   | 2       | 0       |